# Carlos von Koseritz
Carlos von Koseritz (Dessau, 7 de junho de 1830 - Porto Alegre, 30 de maio de 1890) foi um professor, folclorista, empresário, político, jornalista e escritor teuto-brasileiro. Considerado um dos mais completos, versáteis, eruditos e ativos jornalistas do século XIX no estado do Rio Grande do Sul, exerceu larga influência em sua época, despertando ao mesmo tempo acesas polêmicas pelas suas ideias avançadas e inconformistas e pela combatividade com que as defendia. Fundou vários jornais e colaborou em outros, escreveu vasta quantidade de artigos e deixou diversos livros de pesquisa, teoria e literatura, que revelam um amplo espectro de interesses.

## Biografia

### Primeiros anos na Europa

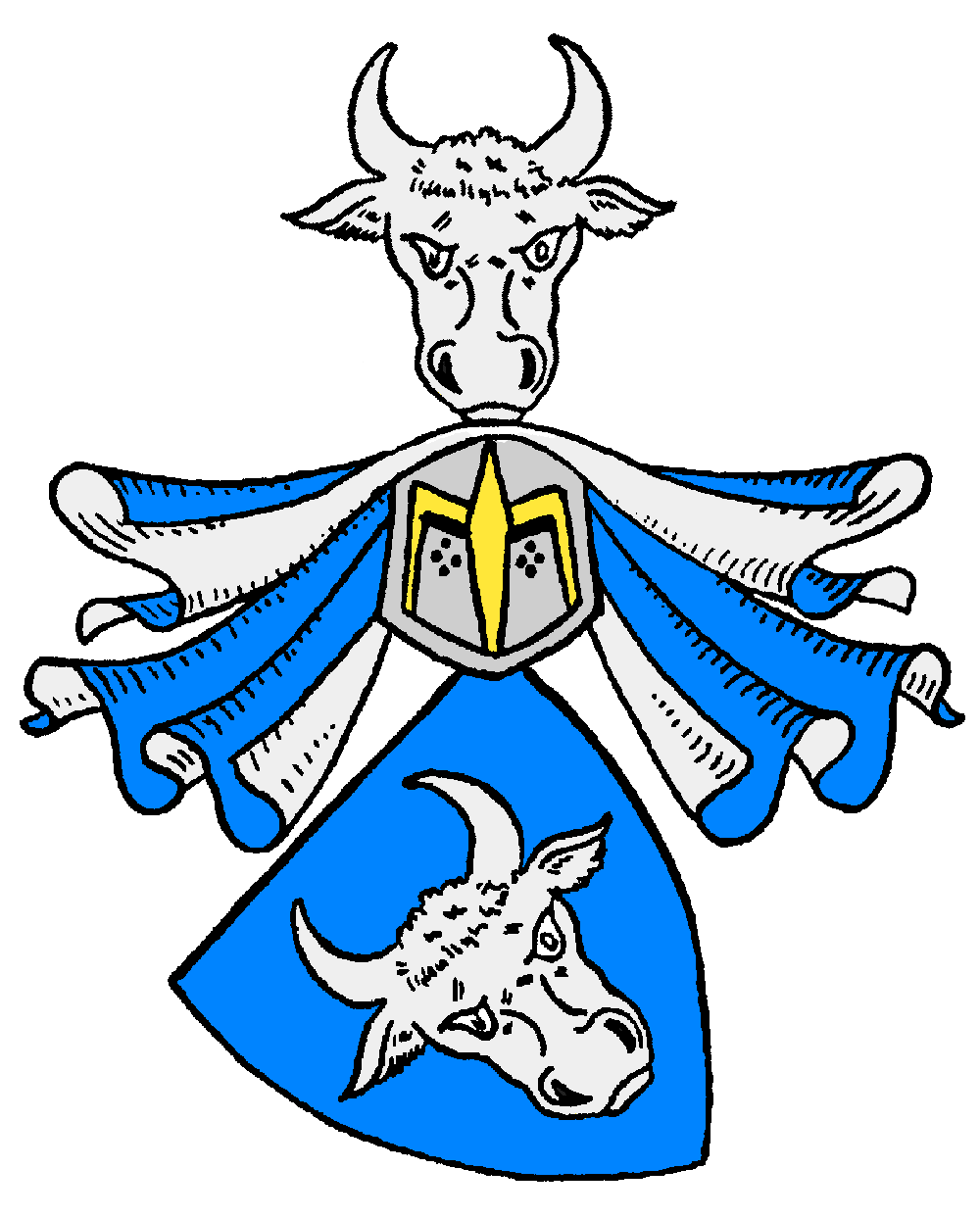
Brasão de sua família.

Nascido Carl Julius Christian Adalbert Heinrich Ferdinand von Koseritz, era filho do major e barão Karl Johann Friederich von Koseritz, diretor do Correio prussiano, e de sua esposa Wilhelmina Caroline Stedingk. Fez seus primeiros estudos no colégio Philantrophium de Dessau, a na adolescência revelou-se um interesse pela política, participando de movimentos liberais em Berlim. Sua rebeldia fez com o que os pais o colocassem em um internato, mas quatro semanas depois abandonou o local. Depois passou a estudar os clássicos e a literatura romântica, entre eles Schiller, além de obras de tema militar e crônicas de viajantes. Mais tarde, Koseritz ingressou no Exército para uma campanha contra a Dinamarca, sendo seu batalhão dissolvido no final da guerra.

### Chegada ao Brasil
Desejando ingressar na Marinha de algum país estrangeiro, em 1850 embarcou no navio Diana, com destino à Bahia. A experiência naval foi para ele frustrante, e em 1851 estava em Hamburgo. No mesmo ano, porém, em 22 de junho, embarcou de volta ao Brasil, como grumete do veleiro Heinrich, o mesmo que trouxe um contingente de mercenários alemães, os Brummer, recrutados para lutar na Guerra contra Oribe e Rosas. Ao chegar ao Rio de Janeiro, engajou-se como mercenário Brummer, sendo incorporado ao 2º Regimento da Reserva da Cavalaria, mas logo desertou, alegadamente antes de fazer o juramento à Bandeira.
Muitos destes mercenários desertaram com a conivência das autoridades. Cerca de vinte por cento morreram de frio, por desnutrição ou doenças decorrentes da carência alimentar. Apenas 450 aguardaram o término do contrato engajados no exército. Eles permaneceram no Rio Grande do Sul, atraídos pelos núcleos alemães no Sul e pelas novas colônias que se abriram depois de 1850, onde receberam terras. Os Brummer exerceram influência nos locais onde se estabeleceram, trabalhando como comerciantes, diretores de colônias, agrimensores, professores ou agricultores.

### Primeiros anos em Pelotas e Rio Grande
Dirigindo-se a Rio Grande, no Rio Grande do Sul, aceitou empregos de cozinheiro, jornaleiro e portuário, mas vivia na miséria e acabou ficando doente. Recolhido à Santa Casa de Misericórdia, após se recuperar conheceu Telêmaco Bouliech, de quem se tornou muito amigo. Mudou-se para Pelotas em 1852, e passou algum tempo na região da Campanha, atuando como professor particular, professor de piano, tropeiro e médico leigo. Sua escolaridade dava-lhe conhecimentos que o povo não tinha e sua têmpera, de muito estudo e dedicação, despertava a admiração de todos. Em torno de 1855 casou-se com Zeferina Maria de Vasconcelos, filha de um estancieiro, voltando a Rio Grande e começando a trabalhar como contador do leiloeiro José Maria Perry de Carvalho. No fim do ano estava em Pelotas outra vez, empregado como professor do Colégio União.
Como conseqüência de seus ideais, Carlos von Koseritz passou a colaborar com os jornais da região, como O Noticiador, de Rio Grande. Na tipografia deste jornal, em 1856, publica seu primeiro livro, de fins didáticos, Resumo da História Universal. No mesmo ano entrou para a redação de um pequeno periódico dirigido por Bouliech, fazendo reportagens sobre temas locais e escrevendo artigos sobre a política europeia. Interessado pelo teatro, produziu também textos críticos, que circularam nos primeiros folhetins da cidade. Ligou-se a intelectuais pelotenses como os escritores Bernardo Taveira Júnior e Lobo da Costa, e em 1857, despedindo-se do Colégio União, fundou um colégio particular em parceria com Emil Grauert. O estabelecimento ganhou prestígio e permitiu-lhe viver mais folgadamente. Envolveu-se na política por meio de embates na imprensa contra os progressistas, o partido dominante de Pelotas. Quando Domingos José de Almeida criou seu próprio jornal em 1858, chamado Brado do Sul, considerado o primeiro jornal diário da cidade, convidou Koseritz para dirigi-lo.
Nesta época adquiriu uma tipografia para imprimir seus textos de ficção, especialmente novelas, além de textos científicos e de crítica literária, publicados na revista mensal Ramalhete Rio Grandense, que circulou por alguns meses. A publicação tinha uma seção de poesia a cargo de colaboradores. Também atuava como agente dos jornais O Guayba e Deutsche Einwanderer, de Porto Alegre, e A Pátria, do Rio de Janeiro. Cada vez mais envolvido com a imprensa, a política e a literatura, retirou-se da sociedade com Emil Grauert.
Escrevia sobre filosofia, literatura, política e economia. A vida passou a ficar difícil quando Koseritz resolveu polemizar com os políticos locais, especialmente a partir de 1859. A polícia fechou o Brado do Sul e alguns desafetos o atacaram violentamente, dando-lhe uma surra. Desfalecido, foi levado para o hospital pela esposa. Depois de recuperado, contando com o apoio de Domingos José de Almeida, reiniciou suas atividades, retomando seu estilo polemista e questionador. A tensão continuava, e sua casa foi apedrejada. Colocando-se em uma situação perigosa, sentiu-se obrigado a abandonar a cidade, mudando-se para Rio Grande, onde redigiu o jornal O Povo, colaborou com o Eco do Sul e atuou como professor na escola de José Vicente Thibaut. Fazia traduções de novelas estrangeiras e escrevia sobre uma proposta de reforma do ensino. Também fundou lá um estabelecimento de instrução primária e secundária, o Ateneu Rio-Grandense. Novamente as polêmicas e conflitos o cercaram, ganhava novos inimigos, foi acusado de corromper a juventude e recebia novas ameaças, a ponto de evitar sair de casa. Em 1863 o Ateneu foi fechado pelas autoridades, e no ano seguinte Koseritz se mudava para Porto Alegre.

### Vida em Porto Alegre
Logo após sua chegada à capital da província, nasceu sua primeira filha, Carolina Koseritz, que viria a ser sua companheira inseparável por toda a vida. Ela ganharia três irmãs: Adelaide Elisa Aurora (1868), Zelinda Lídia Esmeralda Conradina (1870) e Zeferina (1872).
Em Porto Alegre foi convidado a ser representante das colônias alemãs no Rio Grande do Sul. Colaborou com os jornais Jornal do Commercio, Rio Grandense e A Reforma. Em 1865 obteve a cidadania brasileira. Foi redator do Deutsche Zeitung, jornal alemão que seria a porta para seus novos projetos e conquistas. Neste jornal suas posições anticatólicas foram tão exarcebadas que foram diretamente causadoras da fundação do jornal jesuíta Deutsches Volksblatt, em 1871, que buscava se contrapor aos ataques de Koseritz. Também pregou constantemente um maior envolvimento dos descendentes de alemães na política brasileira, além de pressionar o governo por melhores condições para os imigrantes.
Em 1870, durante a Guerra franco-prussiana desliga-se de A Reforma por defender a Alemanha, contra o dono do jornal, Gaspar da Silveira Martins, francófilo.
Em 1872, publica o livro Roma perante o Século, um manifesto contra o novo dogma da Igreja Católica que dava poderes de infalibilidade ao papa. Tal publicação rende-lhe a excomunhão da Igreja Católica. Já maçom e estudioso da filosofia espírita, Koseritz não se abala com a decisão papal e entra para a Igreja Evangélica. Foi opositor ferrenho dos jesuítas e condenava todo fervor o religioso católico.
Fundou em 1876 o jornal A Acácia, redigido em português e direcionado à leitores da maçonaria, seu princípio era "cada homem esclarecido tem que tornar-se maçom e em toda parte onde ainda não há loja tem que ser criada uma", o jornal porém sobreviveu por pouco tempo. No mesmo ano também publica o Koseritz Volkskalender, um almanaque popular, em forma de revista, que surgia sempre no começo do ano e era aguardado com expectativa, pois trazia artigos variados, como literatura, folclore, paleontologia, ciências, cultura gaúcha e agricultura, com informações práticas para os colonos alemães.
Em 1877 lançou A Lanterna, jornal ilustrado de caráter humorístico, um campo estranho aos seus principais interesses, no qual transitava com dificuldade, e por isso a publicação teve vida curta e pouca repercussão. Em 1878 colaborou com o jornal literário Álbum do Domingo. Depois cria a Gazeta de Porto Alegre, em 1º de janeiro de 1879 que circulou por 5 anos e meio.
Em 1881, Koseritz lança-se no que seriam seus maiores projetos: a Exposição Brasileira-Allemã. O grande objetivo da Exposição era divulgar os produtos brasileiros para os enviados dos principais mercados da Alemanha e, em contrapartida, apresentar aos brasileiros os produtos fabricados pelos alemães. Várias províncias remeteram seus principais produtos, destinados à possível exportação para o mercado alemão. Seria a primeira Exposição Internacional em todo o Império. Para organizar a exposição se contrapôs ao cônsul alemão Wilhelm Ter Brüggen, que também era um dos proprietários do Deutsche Zeitung e parte do seu conselho de administração.
Apesar do sucesso de público que teve a Exposição, Koseritz enfrentou também a má vontade dos comerciantes alemães de Porto Alegre, que receavam a aproximação entre o público e seus fornecedores, temendo que soubessem dos preços reais das mercadorias que vendiam. Sofreu ataques dos jornais, dizendo que tirava vantagens financeiras da Exposição e que fora por pura camaradagem que escolhera a chácara de seu amigo Carlos Trein para a realização do evento. Quando o Deutsche Zeitung, por influência de Ter Brüggen, publica um artigo contra a exposição, Koseritz pede demissão e lança seu próprio jornal, o Koseritz Deutsche Zeitung. Para imensa tristeza de Koseritz, o pavilhão onde se realizava a exposição fora criminalmente incendiado e ele perdeu toda a sua coleção etnográfica, mas não se deixou abater.
Em 1883, elegia-se deputado provincial e tornava-se o porta-voz dos imigrantes alemães. Foi deputado por quatro mandatos e um dos que mais ocuparam a tribuna. Mesmo assim, não parou de produzir, escrevia vários livros, nas mais diferentes áreas de interesse: romances, poesias, peças teatrais, economia, etnologia, livros didáticos, traduções e manuais para imigração. Tudo que lhe despertava o interesse era estudado com afinco e virava um livro. Ao lado da filha preferida Carolina, engajou-se na Emancipação dos Escravos, e em 1884, Porto Alegre tornou-se uma das primeiras cidades as libertar seus negros. Em 1889 foi agraciado pelo imperador com a Ordem da Rosa no grau de oficial.
Apesar de monarquista convicto, aceitou a República, não combateu e nem conspirou contra o novo regime, porém, queria plena e total liberdade para criticar os procedimentos do governo, que, no seu ponto de vista, “não deveria, em nome da honra do país, restringir a livre expressão do pensamento”. Mas suas intenções não foram bem recebidas pelo Partido Republicano Rio-grandense. Desde antes da Proclamação da República, Koseritz e os líderes republicanos gaúchos Assis Brasil e Júlio de Castilhos duelavam através de seus jornais. Sendo os republicanos os novos governantes do estado e Koseritz o redator chefe do jornal do Partido Liberal, este acabou preso e humilhado, diante das filhas e esposa. Passou uma semana em prisão domiciliar, com guardas armados dentro de sua casa. 
Resfriados os ânimos políticos, os soldados se foram e Koseritz sentiu-se imensamente triste. Resolveu afastar-se, temporariamente, do Rio Grande do Sul, a fim de procurar ares mais salubres para suas filhas, que ficaram doentes com tantos sofrimentos. Na véspera de sua partida, escreveu uma carta de despedida ao povo rio-grandense e narrou os fatos de sua prisão. Após assinar e datar, sentiu uma dor muito forte no peito e caiu no chão. Morreu nos braços de sua filha Carolina, no dia 30 de maio de 1890.

## Papel na política
Enquanto deputado, Koseritz trabalha com afinco a favor da educação bilíngüe nas colônias, da construção de estradas e de melhorias na navegação entre Rio Grande e Porto Alegre e das ligações entre as regiões coloniais e a capital da província, fora contra os privilégios de alguns empresários gaúchos, contra os impostos extorsivos à colônia alemã e a favor da integração dos imigrantes na vida nacional. Tomara para si a bandeira do teuto-brasileirismo e tornara-se o principal representante do germanismo nacional.
O teuto-brasileirismo seria um meio-termo para a afetividade: o amor à tradição de onde se veio e o amor à terra na qual se vive. Koseritz pregava que os imigrantes alemães e seus descendentes deveriam integrar-se ao Brasil através da política, lutar e participar do desenvolvimento da pátria que tinham escolhido e na qual seus filhos haviam nascido; entretanto deveriam manter a língua e os costumes alemães.
Era absolutamente enfático na desvinculação com relação ao império alemão e concebia como fundamental a participação da sua etnia na construção do Brasil, porque seriam portadores de uma qualidade. Porém tal característica somente poderia continuar existindo a partir da preservação da cultura que fazia o indivíduo germânico ser diligente e trabalhador.

## Legado
Amado por muitos e por outros tantos odiado, dificilmente seus escritos passavam sem causar forte impressão, seja pelas ideias que defendia, seja pela maneira assertiva com que as divulgava.  Um ano após sua morte já surgia a primeira biografia, escrita por Alfredo Ferreira Rodrigues e publicada no Almanaque Literário e Estatístico, uma peça de caráter eminentemente laudatório. No ano seguinte, 1892, Damasceno Vieira produziu outra biografia, de índole similar, para o Anuário do Estado. Estudos mais críticos tiveram de esperar até 1937, quando Reinhard Koehne publicou na Alemanha uma tese sobre ele, Karl von Koseritz und die Anfaenge einer deutsch-brasilianichen Politik, onde enfocava suas tentativas de promoção da germanidade e sua integração ao cenário sulino. Em 1938 Carlos Henrique Oberacker publicou, também na Alemanha, a tese Karl von Koseritz und der Kampf des brasilianischen Deutschtums um seinen staats-und volkspolitischen Standort im Kaiserreich Brasilien, analisando seu papel no contexto da imigração Brummer, mas criticou seu liberalismo e o alegado não-reconhecimento da importância da raça na elevação do grupo alemão à esfera pública. Essa crítica foi revista e anulada mais tarde pelo próprio Oberacker na sua biografia Carlos von Koseritz (1961), obra que não pretendeu oferecer uma visão particularmente ampla e detalhada de sua trajetória, omitindo ainda o estudo das relações entre sua  atuação política e intelectual. Em 1959 havia aparecido Karl von Koseritz, de José Fernando Carneiro, onde o autor procurou delinear sua influência em relação aos imigrantes alemães, minimizando sua produção intelectual. Guilhermino César deu-lhe espaço em sua História da Literatura do Rio Grande do Sul (1956), e em Koseritz e o Naturalismo (1967) fez um breve ensaio sobre sua estética e filosofia no campo literário. Disse ele sobre Koseritz:
“Apesar de seu constante interesse pelas atividades literárias, não obstante os seus pendores de novelista, e mal grado, ainda, a exemplar atuação político-partidária que desenvolveu, o que avulta na personalidade de Koseritz, e de fato a caracteriza, é a paixão das idéias. Combativo, ardente, ainda no mais aceso das discussões, soube dar-lhes o traço ideológico que é o segredo dos espíritos de boa categoria. Nunca esgrimia em vão. Pode, assim, enfrentar com galhardia temas rebarbativos, diante dos quais assentava em bases lógicas a cidadela de sua dialética. Pouco maneiroso, às vezes álgido e seco, esse prussiano manejava um estilo cortante no trato das questões que interessavam à inteligência. Quando, porém, se tratava de discutir no plano afetivo, desde que a causa fosse do sentimento e não da razão, aí se transmutava o cacto agreste em flor humilde e delicada”.
Athos Damasceno prestou grande atenção ao seu trabalho em três publicações de referência sobre a imprensa rio-grandense (Jornais Críticos e Humorísticos de Porto Alegre no Século XIX, 1944, Imprensa Caricata do Rio Grande do Sul no Século XIX, 1962, e Imprensa Literária de Porto Alegre no Século XIX, 1975), e deixou a seguinte apreciação de seu legado:
"Difícil encontrar entre os escritores públicos da época [...] quem mais se houvesse imbuído do sentido de importância da imprensa em sua onímoda e complexa função social. E a exata compreensão que tinha Koseritz do papel que a ela cumpria desempenhar, como ativo, eficiente e poderoso veículo de cultura, levá-lo-ia a a prezá-la e servi-la com um fervor incansável e uma assiduidade exemplar. [...] Com esse propósito, lançou mão de todos os socorros que os prelos lhe facultavam — os de ordem moral, intelectual e psicológica, como ainda os de ordem puramente material. E por força de uma disciplina rígida, a que nenhum outro jornalista de seu tempo se sujeitou, entregou-se à árdua tarefa de difundir, num ambiente de acústica ainda muito escassa, as ideias mais avançadas da época. [...] Espírito arejado, ouvidos atentos e olhos abertos para todas as aventuras da inteligência, Koseritz não era homem capaz de escravizar-se a escolas e sistemas. [...]
"Estudioso compenetrado das ciências e da filosofia, vulgarizador incansável do avanço dessas ciências e das novidades dessa filosofia e, em tudo, jornalista erudito, talentoso, versátil e atuante — tudo isso ele quis ser e foi. [...] Ligado por laços de amizade pessoal ou interesses intelectuais a várias figuras destacadas da cultura de então, vinculado a sociedades, grêmios ou grupos de letrados da época, tanto no Brasil como na Alemanha, fazia com essas pessoas e entidades intenso comércio de ideias e teve ocasião de realizar proveitosas pesquisas e escrever inteligentes monografias, com as quais contribuiu cordial e abundantemente para o nosso progresso e sua repercussão no estrangeiro. Mas sempre procedeu com a empenho de um simples estudioso, despreocupado de honrarias pessoais que — diga-se a bem da justiça — sem dúvida mereceu e nunca lhe foram concedidas. [...] Insistiu sempre Koseritz em que vissem nele apenas o jornalista".
Em 1976 aparecia uma obra fundamental de Abeillard Barreto, o primeiro levantamento da sua produção bibliográfica, que também permanece até hoje como referência, incluída em sua Bibliografia Sul-Riograndense. A partir dos anos 1990 os trabalhos começam a se multiplicar, tanto os dedicados exclusivamente a ele como os que o abordavam como um dos elementos no estudo de aspectos gerais. Podem ser citados Jammerthal. O vale da lamentação. Crítica à construção do messianismo Mucker  (1991), de João Guilherme Biehl, e Afetos e circunstâncias. Um estudo dos Mucker e de seu tempo (1996), de Maria Amélia Schmidt Dickie, relacionando-o à revolta dos Muckers; Grandes nomes da comunicação: Carlos von Koseritz (1998), de Sérgio Roberto Dillenburg, uma biografia resumida mas importante; Presença Teuta em Porto Alegre – 1850-1889 (2004), de Magda Gans, estudando sua importância para a formação identitária teuto-brasileira; As relações entre as bancadas teuto e lusobrasileira na Assembleia Provincial Riograndense – 1881-1893 (1998), de Ana Elisete Motter, centrada na análise da sua atuação política, e O liberalismo e a situação religiosa: notas a partir da vida e obra de Carl von Koseritz (1999), de Luís Dreher, com ênfase no estudo do liberalismo na formação de seu pensamento político.
Tendo desempenhado um papel de primeiro plano na vida intelectual, política e jornalística do estado, sua vida e obra, como foi mostrado, foram objeto de vários artigos, teses e biografias, mas ele ainda é mais citado do que conhecido, e grande parte de sua produção permanece esquecida.

## Obras publicadas

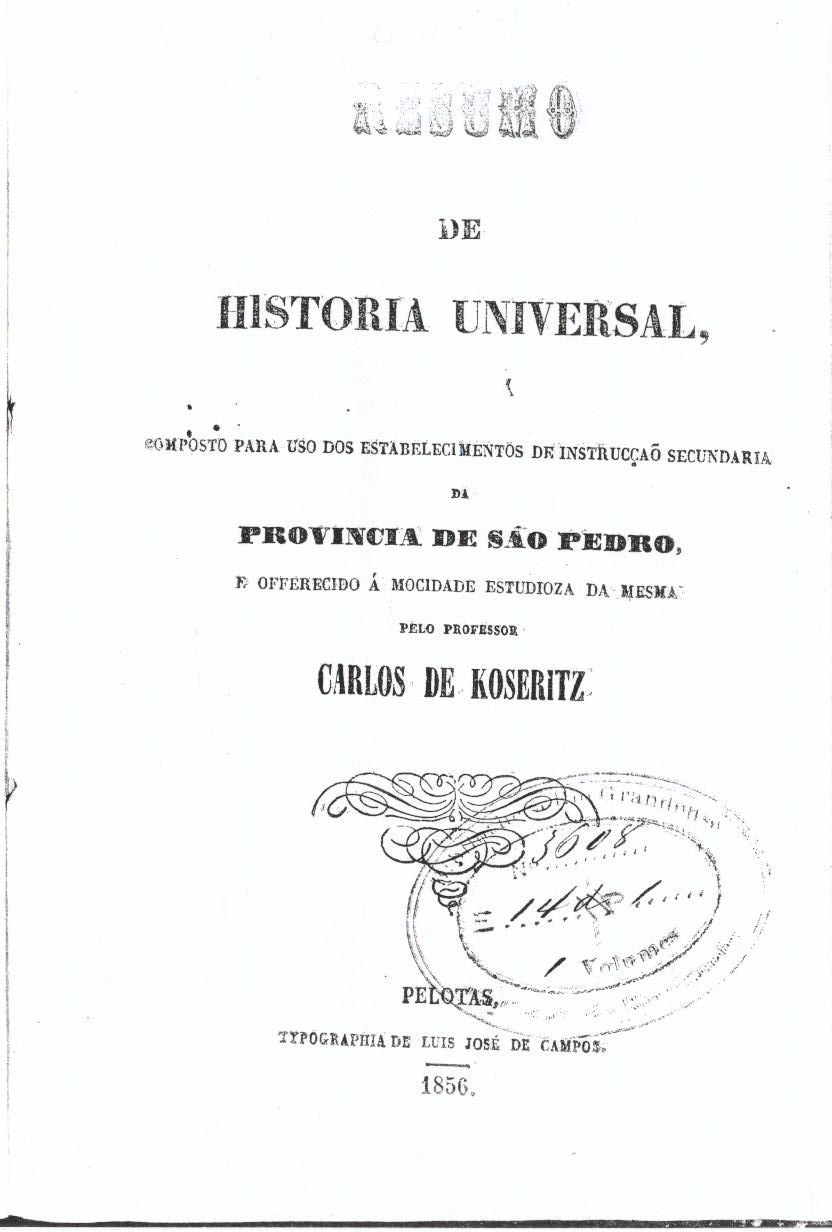
Capa do Resumo de História Universal

- Resumo da História Universal, Pelotas, 1856
- A donzela de Veneza, Pelotas, 1859
- Um drama no mar, Rio Grande: Tip. do Echo do Sul, 1863 [16]
- Beschreibung der Provinz Rio Grande do Sul, Rudolstadt, 1863
- Resumo da economia nacional: especialmente aplicado às circunstâncias atuais do país, Porto Alegre: Typ. do Jornal do Comércio, 1870 [17]
- Roma perante o século, Porto Alegre, 1871
- Rom von dem Tribunal des Jahrhundersts, Porto Alegre, 1872
- A Igreja e o Estado, Porto Alegre, 1873
- Laura, também um perfil de mulher, Rio Grande: Tipografia J. J. R. da Silva, 1875
- Rathschläge für Auswanderer, Berlin, 1881
- Rückliblick auf die brasilianische Politik der letzen zwanzing Jahre, Porto Alegre, 1882
- Bosquejos etnológicos, Porto Alegre, 1884
- A terra e o homem, Porto Alegre, 1884
- Bilder aus Brasilien, Leipzig, 1885
- Alfredo d'Escragnolle Taunay; esboço característico, traduzido do alemão. Rio de Janeiro: G. Leuzinger & Filhos, 1886 [18].
- Laura, também um perfil de mulher, 2. ed. Porto Alegre: Tip. Livraria Americana, 1887.
- Impressões da Itália, Porto Alegre, 1888
- Imagens do Brasil, tradução de Bilder aus Brasilien por Afonso Arinos de Melo Franco, Livraria Martins Editora, São Paulo, 1941

Foi um dos membros do corpo diretivo luso-brasileiro da Revista de Estudos Livres (1883-1886).